# Jaljūlya
Jaljūlya (hebreiska: ג’לג’וליה, גלגל) är en ort i Israel.   Den ligger i distriktet Centrala distriktet, i den norra delen av landet. Jaljūlya ligger 51 meter över havet och antalet invånare är 7 505.
Terrängen runt Jaljūlya är huvudsakligen platt, men österut är den kuperad. Runt Jaljūlya är det tätbefolkat, med 476 invånare per kvadratkilometer. Närmaste större samhälle är Tel Aviv, 18,2 km sydväst om Jaljūlya. Trakten runt Jaljūlya består till största delen av jordbruksmark.